# Vedde Station
Vedde Station er en dansk jernbanestation i Vedde. 
Den blev station på privatbanen Høng-Tølløse (indviet 1901). Og den har været jernbaneknudepunkt, idet den 1903-50 var endestation for Sorø-Vedde-banen, der blev drevet af DSB. Fra 1933, hvor persontrafikken på denne bane ophørte, blev stationen bestyret af Høng-Tølløse banen, som købte den af DSB i 1958.
Stationsbygningen blev i 1983 solgt til private. Den er tegnet af DSB's chefarkitekt Heinrich Wenck og er velbevaret med retiradebygning og varehus.